# حوزه انتخابیه بندرانزلی
حوزهٔ انتخاباتی بندرانزلی یکی از حوزه از حوزه‌های استان گیلان برای انتخابات مجلس شورای اسلامی است. این حوزه به مرکزیت بندرانزلی، ۱ نماینده دارد.

## نمایندگان
| ردیف | نام                                                                                | دوره    | منبع  |
| ---- | ---------------------------------------------------------------------------------- | ------- | ----- |
| ۱    | ابوالقاسم حسینجانی                                                                 | اول     |       |
| ۲    | محمدمهدی پورگل                                                                     | دوم     | [ ۱ ] |
| ۳    | خلیل موشح                                                                          | سوم     |       |
| ۴    | عبدالغفار شجاع                                                                     | چهارم   | [ ۲ ] |
| ۵    | عبدالغفار شجاع                                                                     | پنجم    | [ ۳ ] |
| ۶    | حسن خسته‌بند                                                                        | ششم     |       |
| ۷    | هادی حق‌شناس                                                                        | هفتم    |       |
| ۸    | حسن خسته‌بند (دور دوم)                                                              | هشتم    | [ ۴ ] |
| ۹    | حسن خسته‌بند (دور سوم)                                                              | نهم     |       |
| ۱۰   | حسن خسته‌بند (دور چهارم)                                                            | دهم     |       |
| ۱۱   | احمد دنیامالی                                                                      | یازدهم  |       |
| ۱۲   | احمد دنیامالی (۱۴۰۳_۱۴۰۳) سعید رحمت‌زاده (۱۴۰۳_انتخابات میان دوره ای)(نماینده معین) | دوازدهم |       |

## پی‌نوشت و منبع
1. ↑  «محمد مهدی پورگل». بایگانی‌شده از اصلی در ۱۴ ژانویه ۲۰۲۰. دریافت‌شده در ۱۴ ژانویه ۲۰۲۰.
2. ↑  «عبدالغفار شجاع». بایگانی‌شده از اصلی در ۱۴ ژانویه ۲۰۲۰. دریافت‌شده در ۱۴ ژانویه ۲۰۲۰.
3. ↑  «عبدالغفار شجاع». بایگانی‌شده از اصلی در ۲۵ دسامبر ۲۰۱۹. دریافت‌شده در ۱۴ ژانویه ۲۰۲۰.
4. ↑  «حسن خسته بند». بایگانی‌شده از اصلی در ۳۱ دسامبر ۲۰۱۹. دریافت‌شده در ۱۴ ژانویه ۲۰۲۰.

- «جدول حوزه‌های انتخابیه در انتخابات دهمین دورهٔ مجلس شورای اسلامی» (PDF). مرکز پژوهش و سنجش افکار صدا و سیما. بایگانی‌شده از اصلی (PDF) در ۵ اكتبر ۲۰۱۸. دریافت‌شده در ۳ اوت ۲۰۱۶. تاریخ وارد شده در |archive-date= را بررسی کنید (کمک)